# Байки (Слонимский район)
Байки (бел. Байкі) — деревня в Сеньковщинском сельсовете Слонимского района Гродненской области Белоруссии.
Деревня находится на границе Зельвенского и Слонимского районов.

## История

### II Речь Посполитая
В 1923 году деревня относилась к сельской гмине Костровичи Слонимского повята Новогрудского воеводства.

## Инфраструктура
В деревне есть сельский магазин.